# Сарагашский сельсовет
Сарагашский сельсовет — муниципальное образование в Боградском районе Хакасии.
Административный центр — село Сарагаш.

## История
Муниципальное образование создано 1 января 2006 г. в рамках муниципальной реформы в Российской Федерации.

## Население
| 2002 | 2010 | 2012 | 2013 | 2014 | 2015 | 2016 |
| ---- | ---- | ---- | ---- | ---- | ---- | ---- |
| 1060 | ↘990 | ↘971 | ↘956 | ↘938 | →938 | ↘929 |
| 2017 | 2018 | 2019 | 2020 | 2021 |      |      |
| ↗930 | ↘920 | ↘909 | ↘890 | ↘621 |      |      |

## Состав сельского поселения
В состав сельского поселения входят 2 населённых пункта:
| № | Населённый пункт | Тип населённого пункта       | Население |
| - | ---------------- | ---------------------------- | --------- |
| 1 | Базандаиха       | деревня                      | ↘89       |
| 2 | Сарагаш          | село, административный центр | ↘901      |